# Élections législatives de 1958 dans la Loire-Atlantique
Les élections législatives françaises de 1958 se déroulent les 23 et 30 novembre 1958. Dans le département de la Loire-Atlantique, huit députés sont à élire dans le cadre de huit circonscriptions.

## Élus
| Circonscription | Député élu                 | Parti | Parti |
| --------------- | -------------------------- | ----- | ----- |
| 1re             | Henry Rey                  |       | UNR   |
| 2e              | Henry Orrion               |       | CNIP  |
| 3e              | Henri Robichon             |       | CNIP  |
| 4e              | Olivier de Sesmaisons      |       | CNIP  |
| 5e              | Bernard Lambert            |       | MRP   |
| 6e              | Nestor Rombeaut            |       | MRP   |
| 7e              | Bernard Le Douarec         |       | UNR   |
| 8e              | Jean Allard de Grandmaison |       | CNIP  |

## Système électoral
Pour la première fois depuis 1936, les élections législatives ont lieu au scrutin uninominal majoritaire à deux tours dans des circonscriptions uninominales.
Est élu au premier tour le candidat qui réunit la majorité absolue des suffrages exprimés et un nombre de voix au moins égal au quart (25 %) des électeurs inscrits dans la circonscription. Si aucun des candidats ne satisfait ces conditions, un second tour est organisé entre les candidats ayant réuni un nombre de voix au moins égal à 5 % des suffrages exprimés. Au second tour, le candidat arrivé en tête est déclaré élu.
Le seuil de qualification, basé sur un pourcentage relativement faible des suffrages exprimés, tend à faciliter l'accès au second tour de plus de deux candidats. Les candidats en lice au second tour peuvent ainsi fréquemment être trois, un cas de figure appelé « triangulaire ». Lorsque quatre candidats s'affrontent au second tour, on parle de « quadrangulaire ».

## Résultats

### Résultats à l'échelle du département
| Parti          | Parti                                          | Premier tour | Premier tour | Second tour | Second tour | Sièges |
| Parti          | Parti                                          | Voix         | %            | Voix        | %           | Sièges |
| -------------- | ---------------------------------------------- | ------------ | ------------ | ----------- | ----------- | ------ |
|                | Centre national des indépendants et paysans    | 98 753       | 26,90        | 92 852      | 29,98       | 4      |
|                | Modérés                                        | 61 655       | 16,79        | 13 360      | 4,31        | 0      |
|                | Union pour la nouvelle République              | 39 808       | 10,84        | 41 760      | 13,48       | 2      |
|                | Droite parlementaire                           | 200 216      | 54,54        | 147 972     | 47,78       | 6      |
|                |                                                |              |              |             |             |        |
|                | Mouvement républicain populaire                | 55 848       | 15,21        | 71 683      | 23,15       | 2      |
|                | Section française de l'Internationale ouvrière | 44 281       | 12,06        | 29 556      | 9,54        | 0      |
|                | Parti communiste français                      | 33 608       | 9,15         | 28 330      | 9,15        | 0      |
|                | Centre républicain                             | 25 328       | 6,90         | 32 144      | 10,38       | 0      |
|                | Union des forces démocratiques                 | 4 671        | 1,27         | Retrait     | Retrait     | 0      |
|                | Union et fraternité française                  | 3 152        | 0,86         |             |             | 0      |
|                |                                                |              |              |             |             |        |
| Inscrits       | Inscrits                                       | 470 591      | 100,00       | 412 994     | 100,00      | 8      |
| Abstentions    | Abstentions                                    | 96 367       | 20,48        | 96 803      | 23,44       |        |
| Votants        | Votants                                        | 374 224      | 79,52        | 316 191     | 76,56       |        |
| Blancs et nuls | Blancs et nuls                                 | 7 120        | 1,9          | 6 506       | 2,06        |        |
| Exprimés       | Exprimés                                       | 367 104      | 98,1         | 309 685     | 97,94       |        |

### Résultats ar circonscription

#### Première circonscription (Nantes-Ville)
| Candidat              | Candidat               | Parti          | Premier tour | Premier tour | Second tour | Second tour |  |
| Candidat              | Candidat               | Parti          | Voix         | %            | Voix        | %           |  |
| --------------------- | ---------------------- | -------------- | ------------ | ------------ | ----------- | ----------- |  |
|                       | Michel Raingeard       | CNIP           | 17 606       | 29,87        | 19 376      | 33,54       |  |
|                       | Henry Rey élu          | UNR            | 16 159       | 27,42        | 23 095      | 39,98       |  |
|                       | André Routier-Preuvost | SFIO           | 10 110       | 17,16        | 8 619       | 14,92       |  |
|                       | Étienne Hémidy         | PCF            | 7 253        | 12,31        | 6 682       | 11,57       |  |
|                       | Jean Le Mappian        | MRP            | 5 200        | 8,82         | Retrait     | Retrait     |  |
|                       | Fernand Guillet        | Modérés        | 2 605        | 4,42         |             |             |  |
|                       |                        |                |              |              |             |             |  |
| Inscrits              | Inscrits               | Inscrits       | 77 595       | 100,00       | 77 605      | 100,00      |  |
| Abstentions           | Abstentions            | Abstentions    | 17 643       | 22,74        | 19 136      | 24,66       |  |
| Votants               | Votants                | Votants        | 59 952       | 77,26        | 58 469      | 75,34       |  |
| Blancs et nuls        | Blancs et nuls         | Blancs et nuls | 1 019        | 1,7          | 697         | 1,19        |  |
| Exprimés              | Exprimés               | Exprimés       | 58 933       | 98,3         | 57 772      | 98,81       |  |
| Source : Data.gouv.fr |                        |                |              |              |             |             |  |

#### Deuxième circonscription (Nantes - Saint-Herblain)
| Candidat              | Candidat          | Parti          | Premier tour | Premier tour | Second tour | Second tour |  |
| Candidat              | Candidat          | Parti          | Voix         | %            | Voix        | %           |  |
| --------------------- | ----------------- | -------------- | ------------ | ------------ | ----------- | ----------- |  |
|                       | Henry Orrion élu  | CNIP           | 15 740       | 37,12        | 24 212      | 59,87       |  |
|                       | Christian Chauvel | SFIO           | 7 452        | 17,57        | 9 113       | 22,54       |  |
|                       | Gilles Gravoille  | PCF            | 7 378        | 17,4         | 7 114       | 17,59       |  |
|                       | Pierre Le Foll    | UNR            | 6 493        | 15,31        | Retrait     | Retrait     |  |
|                       | Marcel Barré      | MRP            | 2 997        | 7,07         | Retrait     | Retrait     |  |
|                       | Bernard de Tinguy | Modérés        | 2 342        | 5,52         | Retrait     | Retrait     |  |
|                       |                   |                |              |              |             |             |  |
| Inscrits              | Inscrits          | Inscrits       | 56 676       | 100,00       | 56 678      | 100,00      |  |
| Abstentions           | Abstentions       | Abstentions    | 13 578       | 23,96        | 15 475      | 27,3        |  |
| Votants               | Votants           | Votants        | 43 098       | 76,04        | 41 203      | 72,7        |  |
| Blancs et nuls        | Blancs et nuls    | Blancs et nuls | 696          | 1,61         | 764         | 1,85        |  |
| Exprimés              | Exprimés          | Exprimés       | 42 402       | 98,39        | 40 439      | 98,15       |  |
| Source : Data.gouv.fr |                   |                |              |              |             |             |  |

#### Troisième circonscription (Nantes - Rezé - Bouguenais)
| Candidat              | Candidat           | Parti          | Premier tour | Premier tour | Second tour | Second tour |  |
| Candidat              | Candidat           | Parti          | Voix         | %            | Voix        | %           |  |
| --------------------- | ------------------ | -------------- | ------------ | ------------ | ----------- | ----------- |  |
|                       | Henri Robichon élu | CNIP           | 19 251       | 46,41        | 22 434      | 55,45       |  |
|                       | Marcellin Verbe    | CR             | 11 768       | 28,37        | 12 915      | 31,92       |  |
|                       | Gaston Jacquet     | PCF            | 5 626        | 13,56        | 5 112       | 12,63       |  |
|                       | Arthur Boutin      | SFIO           | 4 835        | 11,66        | Retrait     | Retrait     |  |
|                       |                    |                |              |              |             |             |  |
| Inscrits              | Inscrits           | Inscrits       | 53 699       | 100,00       | 53 695      | 100,00      |  |
| Abstentions           | Abstentions        | Abstentions    | 11 457       | 21,34        | 12 712      | 23,67       |  |
| Votants               | Votants            | Votants        | 42 242       | 78,66        | 40 983      | 76,33       |  |
| Blancs et nuls        | Blancs et nuls     | Blancs et nuls | 762          | 1,8          | 522         | 1,27        |  |
| Exprimés              | Exprimés           | Exprimés       | 41 480       | 98,2         | 40 461      | 98,73       |  |
| Source : Data.gouv.fr |                    |                |              |              |             |             |  |

#### Quatrième circonscription (Ancenis - Orvault - Clisson)
| Candidat              | Candidat                  | Parti          | Premier tour | Premier tour | Second tour | Second tour |  |
| Candidat              | Candidat                  | Parti          | Voix         | %            | Voix        | %           |  |
| --------------------- | ------------------------- | -------------- | ------------ | ------------ | ----------- | ----------- |  |
|                       | Olivier de Sesmaisons élu | CNIP           | 18 758       | 37,86        | 26 830      | 59,73       |  |
|                       | Maurice Moutel            | MRP            | 10 260       | 20,71        | 18 091      | 40,27       |  |
|                       | Augustin Bonnet           | Modérés        | 8 402        | 16,96        | Retrait     | Retrait     |  |
|                       | Michel Bonnet             | Modérés        | 5 429        | 10,96        | Retrait     | Retrait     |  |
|                       | Lucien Ynizan             | SFIO           | 3 431        | 6,93         | Retrait     | Retrait     |  |
|                       | Émile David               | PCF            | 1 869        | 3,77         |             |             |  |
|                       | Ferdinand Lebert          | UFF            | 1 396        | 2,82         |             |             |  |
|                       |                           |                |              |              |             |             |  |
| Inscrits              | Inscrits                  | Inscrits       | 62 433       | 100,00       | 62 427      | 100,00      |  |
| Abstentions           | Abstentions               | Abstentions    | 11 124       | 17,82        | 14 780      | 23,68       |  |
| Votants               | Votants                   | Votants        | 51 309       | 82,18        | 47 647      | 76,32       |  |
| Blancs et nuls        | Blancs et nuls            | Blancs et nuls | 1 764        | 3,44         | 2 726       | 5,72        |  |
| Exprimés              | Exprimés                  | Exprimés       | 49 545       | 96,56        | 44 921      | 94,28       |  |
| Source : Data.gouv.fr |                           |                |              |              |             |             |  |

#### Cinquième circonscription (Châteaubriant)
| Candidat              | Candidat                | Parti          | Premier tour | Premier tour | Second tour | Second tour |  |
| Candidat              | Candidat                | Parti          | Voix         | %            | Voix        | %           |  |
| --------------------- | ----------------------- | -------------- | ------------ | ------------ | ----------- | ----------- |  |
|                       | Bernard Lambert élu     | MRP            | 13 777       | 34,69        | 19 636      | 48,4        |  |
|                       | André Morice            | CR             | 13 560       | 34,14        | 19 229      | 47,4        |  |
|                       | Roger Cloteau           | Modérés        | 4 229        | 10,64        | Retrait     | Retrait     |  |
|                       | Jacques Ginoux-Defermon | Modérés        | 3 116        | 7,84         | Retrait     | Retrait     |  |
|                       | Auguste Mousson         | PCF            | 2 071        | 5,21         | 1 703       | 4,2         |  |
|                       | Philippe Dehan          | SFIO           | 1 239        | 3,12         |             |             |  |
|                       | Georges Racineux        | UFF            | 935          | 2,35         |             |             |  |
|                       | Pierre Charles          | UFF            | 821          | 2,07         |             |             |  |
|                       |                         |                |              |              |             |             |  |
| Inscrits              | Inscrits                | Inscrits       | 50 848       | 100,00       | 50 847      | 100,00      |  |
| Abstentions           | Abstentions             | Abstentions    | 10 009       | 19,68        | 9 367       | 18,42       |  |
| Votants               | Votants                 | Votants        | 40 839       | 80,32        | 41 480      | 81,58       |  |
| Blancs et nuls        | Blancs et nuls          | Blancs et nuls | 1 120        | 2,74         | 912         | 2,2         |  |
| Exprimés              | Exprimés                | Exprimés       | 39 719       | 97,26        | 40 568      | 97,8        |  |
| Source : Data.gouv.fr |                         |                |              |              |             |             |  |

#### Sixième circonscription (Saint-Nazaire)
| Candidat              | Candidat                            | Parti          | Premier tour | Premier tour | Second tour | Second tour |  |
| Candidat              | Candidat                            | Parti          | Voix         | %            | Voix        | %           |  |
| --------------------- | ----------------------------------- | -------------- | ------------ | ------------ | ----------- | ----------- |  |
|                       | Nestor Rombeaut élu                 | MRP            | 11 212       | 23,38        | 17 111      | 36,01       |  |
|                       | Jean Guitton                        | SFIO           | 10 830       | 22,58        | 11 824      | 24,88       |  |
|                       | Guillaume Hersart de la Villemarqué | Modérés        | 10 534       | 21,97        | 13 360      | 28,11       |  |
|                       | Joseph Quilici                      | UNR            | 5 739        | 11,97        | Retrait     | Retrait     |  |
|                       | Georges Girard                      | PCF            | 4 972        | 10,37        | 5 226       | 11          |  |
|                       | Jean Ramet                          | UFD            | 4 671        | 9,74         | Retrait     | Retrait     |  |
|                       |                                     |                |              |              |             |             |  |
| Inscrits              | Inscrits                            | Inscrits       | 62 191       | 100,00       | 62 188      | 100,00      |  |
| Abstentions           | Abstentions                         | Abstentions    | 13 720       | 22,06        | 14 302      | 23          |  |
| Votants               | Votants                             | Votants        | 48 471       | 77,94        | 47 886      | 77          |  |
| Blancs et nuls        | Blancs et nuls                      | Blancs et nuls | 513          | 1,06         | 365         | 0,76        |  |
| Exprimés              | Exprimés                            | Exprimés       | 47 958       | 98,94        | 47 521      | 99,24       |  |
| Source : Data.gouv.fr |                                     |                |              |              |             |             |  |

#### Septième circonscription (Guérande - La Baule - Pontchâteau)
| Candidat              | Candidat                  | Parti          | Premier tour | Premier tour | Second tour | Second tour |  |
| Candidat              | Candidat                  | Parti          | Voix         | %            | Voix        | %           |  |
| --------------------- | ------------------------- | -------------- | ------------ | ------------ | ----------- | ----------- |  |
|                       | Jean Ménager              | MRP            | 12 402       | 31,52        | 16 845      | 44,33       |  |
|                       | Bernard Le Douarec élu    | UNR            | 11 417       | 29,02        | 18 665      | 49,11       |  |
|                       | Jacques Chombart de Lauwe | Modérés        | 6 808        | 17,3         | Retrait     | Retrait     |  |
|                       | André Hazo                | SFIO           | 3 406        | 8,66         | Retrait     | Retrait     |  |
|                       | Maurice Grimaud           | CNIP           | 2 901        | 7,37         | Retrait     | Retrait     |  |
|                       | Joseph Autret             | PCF            | 2 411        | 6,13         | 2 493       | 6,56        |  |
|                       |                           |                |              |              |             |             |  |
| Inscrits              | Inscrits                  | Inscrits       | 49 563       | 100,00       | 49 554      | 100,00      |  |
| Abstentions           | Abstentions               | Abstentions    | 9 735        | 19,64        | 11 031      | 22,26       |  |
| Votants               | Votants                   | Votants        | 39 828       | 80,36        | 38 523      | 77,74       |  |
| Blancs et nuls        | Blancs et nuls            | Blancs et nuls | 483          | 1,21         | 520         | 1,35        |  |
| Exprimés              | Exprimés                  | Exprimés       | 39 345       | 98,79        | 38 003      | 98,65       |  |
| Source : Data.gouv.fr |                           |                |              |              |             |             |  |

#### Huitième circonscription (Paimbœuf - Pornic)
|                       | Jean Allard de Grandmaison élu | CNIP           | 24 497 | 51,36  |  |  |  |
|                       | Georges Judic                  | Modérés        | 18 190 | 38,14  |  |  |  |
|                       | Étienne Chauvin                | SFIO           | 2 978  | 6,24   |  |  |  |
|                       | Joseph Fraud                   | PCF            | 2 028  | 4,25   |  |  |  |
|                       |                                |                |        |        |  |  |  |
| Inscrits              | Inscrits                       | Inscrits       | 57 586 | 100,00 |  |  |  |
| Abstentions           | Abstentions                    | Abstentions    | 9 101  | 15,8   |  |  |  |
| Votants               | Votants                        | Votants        | 48 485 | 84,2   |  |  |  |
| Blancs et nuls        | Blancs et nuls                 | Blancs et nuls | 792    | 1,63   |  |  |  |
| Exprimés              | Exprimés                       | Exprimés       | 47 693 | 98,37  |  |  |  |
| Source : Data.gouv.fr |                                |                |        |        |  |  |  |